# Medaille voor Dienst in de Oorlog 1940-45
De Deense Medaille voor Dienst in de Oorlog 1940-45, ook wel Medaille van Koning Christiaan X voor Deelname aan de Oorlog", werd op 3 mei 1946 ingesteld. De medaille was bestemd voor de Denen die, nadat het land in mei 1940 had gecapituleerd, aan geallieerde zijde in de Tweede Wereldoorlog vochten. De Deense koopvaardij bleef onder geallieerd commando varen.
De op 3 mei 1946 ingestelde ronde zilveren medaille werd 905 maal uitgereikt. Er waren 73 postume toekenningen. Dat is opmerkelijk omdat postume decoraties binnen het Deense decoratiestelsel verder niet voorkomen.
Op de voorzijde staat de kop van Koning Christiaan X van Denemarken met het rondschrift "Christian. Min Gud. Min Land. Min Aere". Op de keerzijde staat de opdracht" For Deltagelse I Alliere Krigstjeneste 1940-45". De gebruikelijke eikenkrans ontbreekt.
Als verhoging en verbinding tussen medaille en lint is een fijn gedetailleerde zilveren Deense koningskroon aangebracht
Het rondschrift met het regeringsmotto van de koning en het ongepolijste stempel onderscheiden de voorzijde van de 1 jaar oudere Vrijheidsmedaille van Koning Christiaan X van Denemarken. De ronde zilveren medaille wordt op de linkerborst gedragen aan een tot een vijfhoek gevouwen rood zijden lint met vier smalle witte strepen. Op de linkerborst kan een baton worden gedragen.
Medailles van Verdienste ·
Medaille voor Langdurige Dienst ·
Medaille "Ingenio et Arti" ·
Medaille voor Nobele Daden ·
Ereteken van het Deense Rode Kruis ·
Medaille van Verdienste voor de Groenlandse Onafhankelijkheid ·
Herinneringsmedaille aan de 70e Verjaardag van Hare Majesteit Koningin Margrethe
Herinneringsmedaille aan de 75e Verjaardag van Prins Henrik

Zie ook: Historische Orden van Denemarken · Onderscheidingen in Denemarken